# Franka BV
Pour les articles homonymes, voir Franka (homonymie).
Franka BV est une maison d'édition néerlandaise créée par l'auteur hollandais Henk Kuijpers en 1997, à Benneveld dans la province de Drenthe des Pays-Bas.

## Publications
- Franka